# Îles Leti
Les îles Leti sont un groupe d'îles situées dans l'archipel d'Indonésie dans le Sud de la mer de Banda. Elles font partie du kabupaten des Moluques du Sud-Ouest dans la province des Moluques (république d'Indonésie).
Elles ont une superficie totale de 1500 km² ; leur population de 16 600 habitants au recensement de 2010 a atteint 26 800 en 2020.

## Situation
Les îles Leti se trouvent à 478 km au sud de l'île d'Ambon, où se trouve le chef-lieu de province des Moluques, Ambon.
Elles sont situées dans la partie orientale de l'archipel indonésien, à 60 km à l'est-nord-est de l'île de Timor, à 557 km de l'Australie (Darwin) et à 696 km de l'île de Nouvelle-Guinée.
À l'est des îles Leti se trouvent quelques groupes d'îles, notamment les îles Sermata (de) à 65 km et les îles Babar à 150 km.

## Géographie
L'archipel comprend trois îles, qui sont, d'ouest en est :
- Leti (en) (243 km² et 8 000 habitants en 2020) ;
- Moa (en) (949 km² et 16 300 habitants en 2020) ;
- Lakor (de) (303 km² et 2 500 habitants en 2020).

Elles sont séparées par des détroits de 2 à 3 kilomètres. 